# Bitwa pod Paraitakene
Bitwa pod Paraitakene – starcie zbrojne, które miało miejsce w roku 317 p.n.e. w trakcie II wojny diadochów pomiędzy armią Eumenesa a Antygona I.
Zanim doszło do bitwy, obie strony przez 5 dni maszerowały po pokrytym licznymi rzeczkami i wąwozami terenie, gdzie szukały dogodnego miejsca do stoczenia walki. Eumenes dysponował na swoim lewym skrzydle siłami 3 000 jazdy i 45 słoni bojowych, do których w trakcie bitwy przyłączy się kolejnych 6 000 żołnierzy i 5 000 wojsk falangi macedońskiej. Pod koniec starcia siły te wzmocniono kolejnymi 5 000 piechoty i 40 słoniami. Prawe skrzydło tworzyło 3 000 jazdy, 40 słoni i 6 000 lekkozbrojnej piechoty.
Siły Antygona składały się z 6 900 żołnierzy jazdy na lewym skrzydle, 28 000 piechoty i 35 słoni bojowych w centrum oraz 3 700 ciężkiej jazdy i 30 słoni na prawym skrzydle.
Walkę rozpoczął atak ciężkozbrojnej jazdy Antygona, która uderzyła na słabszą lewą flankę Eumenesa. Wbrew nakazom Antygona, wojska jego lewej flanki rozpoczęły również atak, spodziewając się łatwego zwycięstwa nad słabszym liczebnie przeciwnikiem. Atak ten zakończył się nawet sukcesem, a jazda i słonie Antygona zadały ciężkie straty wojskom Eumenesa.
Widząc to Eumenes ściągnął część swoich wojsk z lewego skrzydła i wysłał je przeciwko siłom lewego skrzydła Antygona. Gwałtowny atak wojsk Eumenesa rozbił tutaj przeciwnika i zmusił go do ucieczki. W międzyczasie doszło do starcia sił centrum obu wodzów. W walce wyższość wykazały ponownie siły Eumenesa, które zmusiły wojska Antygona do wycofania się.
Klęska centrum nie załamała jednakże Antygona, który przypuścił kolejny atak na lewe skrzydło Eumenesa, rozbijając je. Na skutek wysokich strat po obu stronach zarówno Eumenes, jak i Antygon zdecydowali się przerwać bitwę. Wojska Eumenesa wycofały się do obozu, Antygon pozostał zaś ze swoimi siłami na polu bitwy. Taktycznie bitwa nie przyniosła zwycięstwa żadnej ze stron.